# Politique dans les Hautes-Alpes
Le département français des Hautes-Alpes est un département créé le 4 mars 1790 en application de la loi du 22 décembre 1789, à partir de l'ancienne province du Dauphiné. Les 162 actuelles communes, dont presque toutes sont regroupées en intercommunalités, sont organisées en 15 cantons permettant d'élire les conseillers départementaux. La représentation dans les instances régionales est quant à elle assurée par 4 conseillers régionaux. Le département est également découpé en 2 circonscriptions législatives, et est représenté au niveau national par deux députés et un sénateur. 

## Représentation politique et administrative

### Préfets et arrondissements

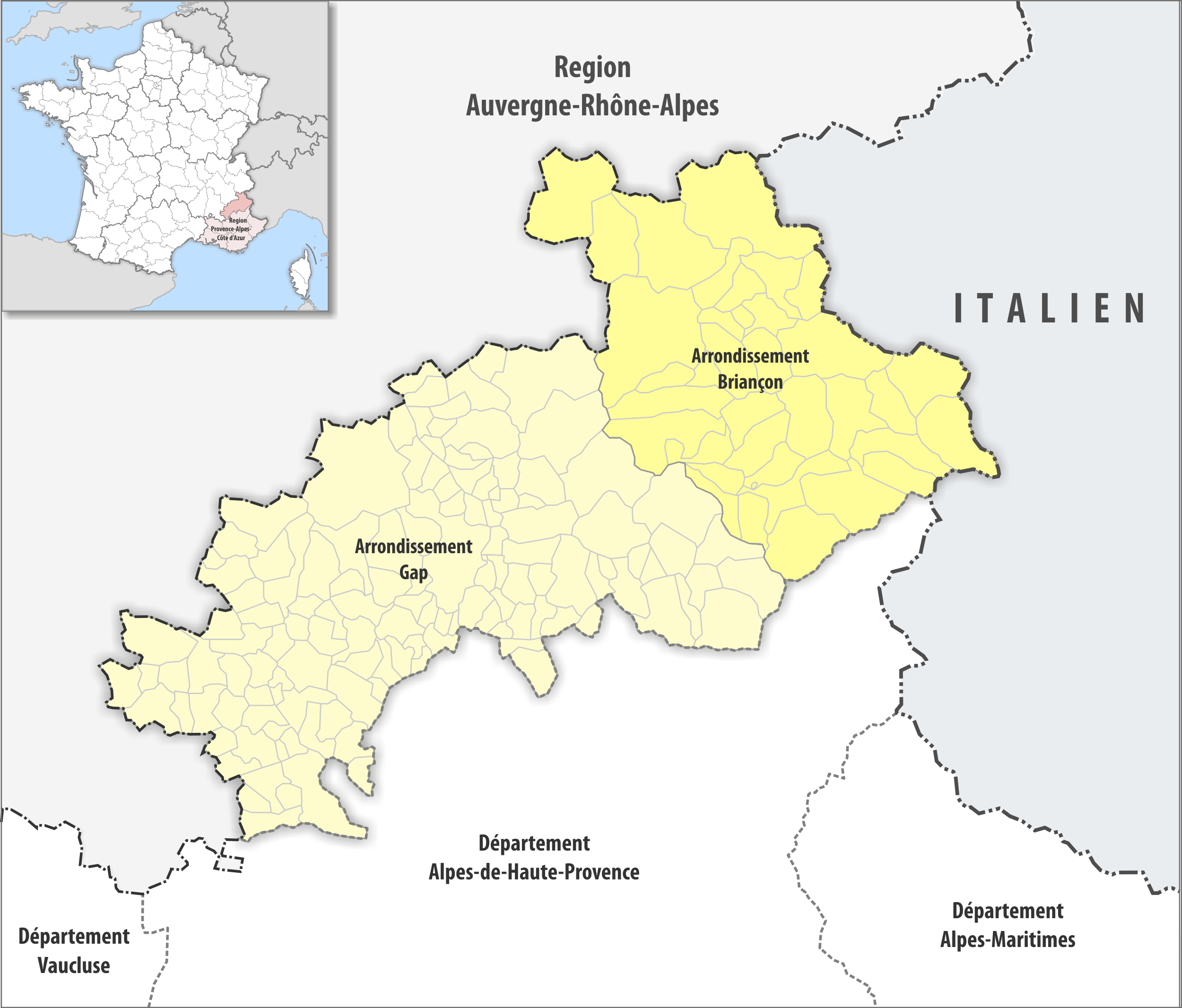
Arrondissements

La préfecture des Hautes-Alpes est localisée à Gap. Le département possède en outre une sous-préfecture à Briançon. Jusqu'en 1926, une sous-préfecture supplémentaire était située à Embrun.

### Députés et circonscriptions législatives

Circonscriptions et affiliations à l'issue des élections de 2024.

| Circ. | Nom                 |  | Parti | Groupe                    | Suppléant         |
| ----- | ------------------- |  | ----- | ------------------------- | ----------------- |
| 1re   | Marie-José Allemand |  | PS    | Socialistes et apparentés | Lionel Tardy      |
| 2e    | Valérie Rossi       |  | PS    | Socialistes et apparentés | Vincent Bonnardel |

### Sénateurs
| Nom                |  | Parti | Groupe                 | Autres mandats (passés ou actuels) |
| ------------------ |  | ----- | ---------------------- | ---------------------------------- |
| Jean-Michel Arnaud |  | AC    | Groupe Union centriste | Maire de Tallard                   |

### Conseillers départementaux

Cantons et affiliations à l'issue des élections de 2021.

| Canton                    | Conseiller sortant   | Parti | Parti | Conseiller élu        | Parti | Parti |
| ------------------------- | -------------------- | ----- | ----- | --------------------- | ----- | ----- |
| L'Argentière-la-Bessée    | Jean Conreaux        |       | DVD   | Gaëlle Moreau         |       | DVG   |
| L'Argentière-la-Bessée    | Marie-Noëlle Disdier |       | DVD   | Rémi Roux             |       | DVG   |
| Briançon-1                | Marine Michel        |       | LR    | Marine Michel         |       | LR    |
| Briançon-1                | Arnaud Murgia        |       | LR    | Arnaud Murgia         |       | LR    |
| Briançon-2                | Gérard Fromm         |       | DVG   | Claire Barnéoud       |       | LR    |
| Briançon-2                | Aurélie Poyau        |       | PS    | Eric Peythieu         |       | LR    |
| Chorges                   | Joël Bonnaffoux      |       | LREM  | Joël Bonnaffoux       |       | LREM  |
| Chorges                   | Valérie Rossi        |       | LREM  | Valérie Rossi         |       | LREM  |
| Embrun                    | Carole Chauvet       |       | LR    | Carole Chauvet        |       | LR    |
| Embrun                    | Marc Viossat         |       | UDI   | Marc Viossat          |       | UDI   |
| Gap-1                     | Guy Blanc            |       | LREM  | Catherine Asso        |       | LR    |
| Gap-1                     | Pascale Boyer        |       | LREM  | Alexandre Mougin      |       | LR    |
| Gap-2                     | Daniel Galland       |       | LR    | Daniel Galland        |       | LR    |
| Gap-2                     | Maryvonne Grenier    |       | LR    | Maryvonne Grenier     |       | LR    |
| Gap-3                     | Christian Hubaud     |       | LR    | Christian Hubaud      |       | LR    |
| Gap-3                     | Ginette Mostachi     |       | DVD   | Ginette Mostachi      |       | DVD   |
| Gap-4                     | Bénédicte Ferotin    |       | DVD   | Évelyne Colonna       |       | DVD   |
| Gap-4                     | Lionel Para          |       | LR    | Lionel Para           |       | LR    |
| Guillestre                | Marcel Cannat        |       | DVD   | Marcel Cannat         |       | DVD   |
| Guillestre                | Valérie Garcin       |       | UDI   | Valérie Garcin        |       | UDI   |
| Laragne-Montéglin         | Florent Armand       |       | DVG   | Gérard Nicolas        |       | DVD   |
| Laragne-Montéglin         | Anne Truphème        |       | DVG   | Anne Truphème         |       | DVG   |
| Saint-Bonnet-en-Champsaur | Béatrice Allosia     |       | LR    | Béatrice Allosia      |       | LR    |
| Saint-Bonnet-en-Champsaur | Patrick Ricou        |       | LR    | Patrick Ricou         |       | LR    |
| Serres                    | Françoise Pinet      |       | DVD   | Françoise Pinet       |       | DVD   |
| Serres                    | Gérard Tenoux        |       | DVD   | Gérard Tenoux         |       | DVD   |
| Tallard                   | Rémy Oddou           |       | DVG   | Jean-Baptiste Aillaud |       | DVD   |
| Tallard                   | Patricia Vincent     |       | DVG   | Séverine Rambaud      |       | LR    |
| Veynes                    | Jean-Marie Bernard   |       | LR    | Jean-Marie Bernard    |       | LR    |
| Veynes                    | Bernadette Saudemont |       | DVD   | Bernadette Saudemont  |       | DVD   |

### Conseillers régionaux
Présidence : Renaud Muselier (Bouches-du-Rhône)
|            | Parti    | Siège |
| ---------- | -------- | ----- |
| Majorité   |          |       |
|            | DVD      | 1     |
|            | Horizons | 1     |
|            | LREM     | 1     |
| Opposition |          |       |
|            | LDP      | 1     |

### Maires

Carte des 162 communes des Alpes-de-Haute-Provence au 1er janvier 2022.

| Commune  | Maire           |  | Parti    | Élection | Population |
| -------- | --------------- |  | -------- | -------- | ---------- |
| Briançon | Arnaud Murgia   |  | LR       | 2020     | 11 339     |
| Embrun   | Chantal Eymeoud |  | Horizons | 2001     | 6 335      |
| Gap      | Roger Didier    |  | DVD      | 2007     | 40 631     |

## Élections
| Années | Élections                 | Résultats dans les Hautes-Alpes   |
| ------ | ------------------------- | --------------------------------- |
| 1876   | Élections législatives    | Élections législatives 1876       |
| 1898   | Élections législatives    | Élections législatives 1898       |
| 1951   | Élections législatives    | Élections législatives 1951       |
| 1981   | Élections législatives    | Élections législatives 1981       |
| 1992   | Élections cantonales      | Élections cantonales de 1992      |
| 2004   | Élections cantonales      | Élections cantonales de 2004      |
| 2005   | Référendum                | Référendum du 29 mai 2005         |
| 2007   | Élection présidentielle   | Élection présidentielle 2007      |
| 2007   | Élections législatives    | Élections législatives 2007       |
| 2008   | Élections sénatoriales    | Élections sénatoriales de 2008    |
| 2008   | Élection municipale       | Élections municipales 2008        |
| 2011   | Élections cantonales      | Élections cantonales de 2011      |
| 2012   | Élection présidentielle   | Élection présidentielle 2012      |
| 2012   | Élections législatives    | Élections législatives 2012       |
| 2014   | Élections sénatoriales    | Élections sénatoriales de 2014    |
| 2014   | Élection municipale       | Élections municipales 2014        |
| 2015   | Élections départementales | Élections départementales de 2015 |
| 2015   | Élections régionales      | Élections régionales de 2015      |
| 2017   | Élection présidentielle   | Élection présidentielle 2017      |
| 2017   | Élections législatives    | Élections législatives 2017       |
| 2020   | Élections sénatoriales    | Élections sénatoriales de 2020    |
| 2020   | Élection municipale       | Élections municipales 2020        |
| 2021   | Élections départementales | Élections départementales de 2021 |
| 2021   | Élections régionales      | Élections régionales de 2021      |
| 2022   | Élection présidentielle   | Élection présidentielle 2022      |
| 2022   | Élections législatives    | Élections législatives 2022       |